# Çankırı
Çankırı 
este un oraș din Turcia.